# Vanessa Jung
Vanessa Jung (Monaco di Baviera, 29 febbraio 1980) è un'attrice tedesca, impegnata prevalentemente in campo televisivo e teatrale.
Attiva sin da bambina, tra i suoi ruoli più noti figurano quello di Jana Brandner nella soap opera Verbotene Liebe (2005-2007) e quello di Bea Vogel nella soap opera/telenovela Hand aufs Herz (2010-2011).
È nipote della scrittrice Gerty Schiede, alias Patricia Vandenberg (1921-2007), che le ha trasmesso la passione per la scrittura.

## Filmografia parziale

### Cinema
- 100 Pro (2001; ruolo: Michelle)
- Lady Pochoir (cortometraggio, 2010; ruolo: Sascha)

### Televisione
- Insel der Träume (serie TV, 1 episodio, 1991)
- Anwalt Abel (serie TV, 1 episodio, 1994)
- So ist das Leben! Die Wagenfelds (serie TV, 1995; ruolo: Lena Wagenfeld)
- Dr. Stefan Frank (serie TV, 1 episodio, 1997)
- SOKO 5113 (serie TV, 1 episodio, 1998)
- Rosamunde Pilcher - Dornen im Tal der Blumen (film TV, 1998; ruolo: Emily Bradley)
- OP ruft Dr. Bruckner - Die besten Ärzte Deutschlands (serie TV, 3 episodi, 1998-2000; ruolo: Feline Blau)
- T.V. Kaiser (serie TV, 1 episodio, 1999)
- Typisch Ed! (1999)
- Der Kuß meiner Schwester (2000, ruolo: Lena)
- Stimme des Herzens (2000; ruolo: Anna Krüger)
- Sinfonia d'amore (Männer sind zum Abgewöhnen, film TV, 2001; ruolo: Nadja Hagedorn)
- Alphateam - Die Lebensretter im OP (serie TV, 1 episodio, 2003)
- Verbotene Liebe (soap opera, 99 episodi, 2005-2007; ruolo: Jana Brandner)
- Tempesta d'amore (Sturm der Liebe, soap opera, 2009)
- Marienhof (soap opera, 2010)
- Hand aufs Herz (soap opera/telenovela, 179 episodi, 2010-2011; ruolo: Bea Vogel)
- Un caso per due - serie TV, 1 episodio (2012) - Eva Scheck

## Teatro (Lista parziale)
- Talking with, di Jane Martin (2008-2009)